# 101마리 강아지 2: 패치의 런던 대모험
《101마리 강아지 2 : 패치의 런던 대모험》(영어: 101 Dalmatians II: Patch's London Adventure)은 월트 디즈니 회사에서 1961년 《101마리 강아지》의 후속편으로 2003년 1월 21일 출시한 미국의 비디오 영화이다. 배경은 영국의 1970년대 모습으로 추측된다.

## 등장인물
- 패치(Patch)

퐁고의 아들로,TV에서 방영하는 프로그램의 스타 개인 썬더볼트의 팬이다.
숫자가 많은 형제들 중에서 자신은 별로 가치가 없다고 생각하다가,이사할 때 가족들과 떨어져서
그 길로 썬더볼트를 만나러 가게 된다.
- 썬더볼트(Thunderbolt)

패치의 형제들이 보는 TV 프로그램의 수퍼 히어로 역할의 개.
인기가 많아 거만한 구석이 있으며,항상 카메라에 자신이 비추기를 바란다.
종은 저먼 셰퍼드
- 리틀 라이트닝(Lil'Lightening)

썬더볼트의 동료로,인기가 많은 썬더볼트에게 열등감을 느끼고 있다.
- 퐁고(Pongo)

패치의 아버지로,숫자가 많은 가족들을 거느리느라 고생이 많다.
- 퍼디타(Perdita)

패치의 엄마
- 라스(Lars)

천재화가
- 크루엘라 드빌(Cruella DeVil)

작품의 악역으로,라스를 만나 새로운 생활을 하려고 한다. 크루엘라는 제스퍼와 호러스에게 달마시안을 잡아오라고 명령하고, 잡아온 달마시안 새끼들을 모두 가죽을 벗겨 창의력을 발휘해 세계의 최고가 되겠다는 요구를 한다. 하지만 라스가 거절을 했고, 이 사이에 달마시안 페치가 나머지 새끼들에게 얼른 달아나는 덕에 결국 또 크루엘라 드빌은 또다시 실패를 거둔 끝에 감옥에 갇힌다.
- 호러스와 제스퍼(Horace and Jasper)

크루엘라의 부하들. 다시 한 번 크루엘라 때문에 석방을 하여 또다시 크루엘라의 명령으로 101마리 달마시안을 잡았다가 다시 경찰에 구속된다. 하지만 이후에 엔딩 장면을 보면 옷 가게를 하는 장사로 바뀐다.

## 성우진

### 원본판
- 패치- 보비 로크우드
- 썬더볼트- 베리 보스트위크(짖는 소리는 프랭크 웰커)
- 리틀 라이트닝-제이슨 알렉산더
- 라스- 마틴 쇼트
- 퐁고- 새뮤얼 웨스트
- 퍼디타- 캐스 소우시
- 크루엘라 드 빌- 수잔 블레이크즐리
- 호라스- 모리스 라마르쉐
- 제스퍼- 제프 베넷
- 페니- 타라 스트롱

### 우리말 더빙
- 송연희 - 패치
- 홍성헌 - 썬더볼트
- 이윤선 - 리틀 라이트닝
- 이인성 - 라스
- 송도순 - 크루엘라 드 빌
- 이규화 - 로저
- 김준 - 퐁고
- 차명화 - 페르디타
- 함수정 - 아니타
- 이재명 - 호라스
- 서문석 - 제스퍼
- 장승길 - 간수

## 음악
1. "Seeing Spots"
2. "Dalmatian Plantation"
3. "The Thunderbolt Adventure Hour"
4. "Canine Crunchies"
5. "Cruella DeVil"
6. "Try Again"